# Лиепаяс
Лие́паяс (латыш. Liepājas ezers; устар.: Либауское, Либау, Либава, Либавское, Лиэпайяс-эзерс, Лиепайское) — озеро лагунного происхождения на западе Латвии.
Площадь озера — 37,15 км², шестая в стране. Длина озера — 16,2 км, средняя глубина — менее 2 м, максимальная — 2,8 м. На озере 13 островов. От Балтийского моря отделено перешейком, на котором расположен город Лиепая, через который проходит судоходный канал. Крупнейшие притоки: Барта, Отаньке и Аланде.
В озере обитает следующие виды рыб: щука, плотва, окунь, лещ, карась, линь, угорь, налим и другие. На берегах гнездятся лебеди и утки. В 1977 году на базе озера и прилегающей территории был создан орнитологический заказник. С 2004 года заказник Лиепаяс-Эзерс входит в список Natura 2000.